# Groenestraatkerk
De Groenestraat(s)kerk of Heilige Antonius van Padua-Sint Annakerk is een kerk in de wijk Hazenkamp in Nijmegen. De kerk ligt aan de Groenestraat, op de hoek met de Dobbelmannweg. De kerk is een van de acht kerken van de rooms-katholieke parochie Heilige Drie-eenheid.

## Geschiedenis
De Groenestraatkerk werd gebouwd in 1909-1910 naar een ontwerp van Albert Margry. Destijds stond de kerk nog in een landelijk gebied buiten de bebouwde kom van Nijmegen. De kerk is toegewijd aan de heilige Antonius van Padua. De wijding aan Antonius heeft te maken met het feit dat de bouw gefinancierd werd door een schenking uit het Grewenfonds, een kerkbouwfonds van de Rotterdamse mecenas J.P. Grewen, die Antonius bijzonder vereerde. De vermelding van Sint Anna in de naam van de kerk verwijst niet naar een toewijding aan deze heilige, maar duidt op de buurtschap St. Anna, die na de Tweede Wereldoorlog verdeeld werd in een aantal wijken, waaronder Hazenkamp.

## Architectuur
De neogotische driebeukige kruisbasiliek heeft een gevel met 2 torens van ongelijke hoogte en is opgetrokken in baksteen. De hoogste toren is 56 meter. De kerk heeft in het koor glas-in-loodramen van Frans Nicolas & Zonen uit Roermond.
De Groenestraatkerk is een rijksmonument (nummer 524836). Ook de naastgelegen pastorie, eveneens ontworpen door Margry, is een rijksmonument (nummer 525505).

## Afbeeldingen

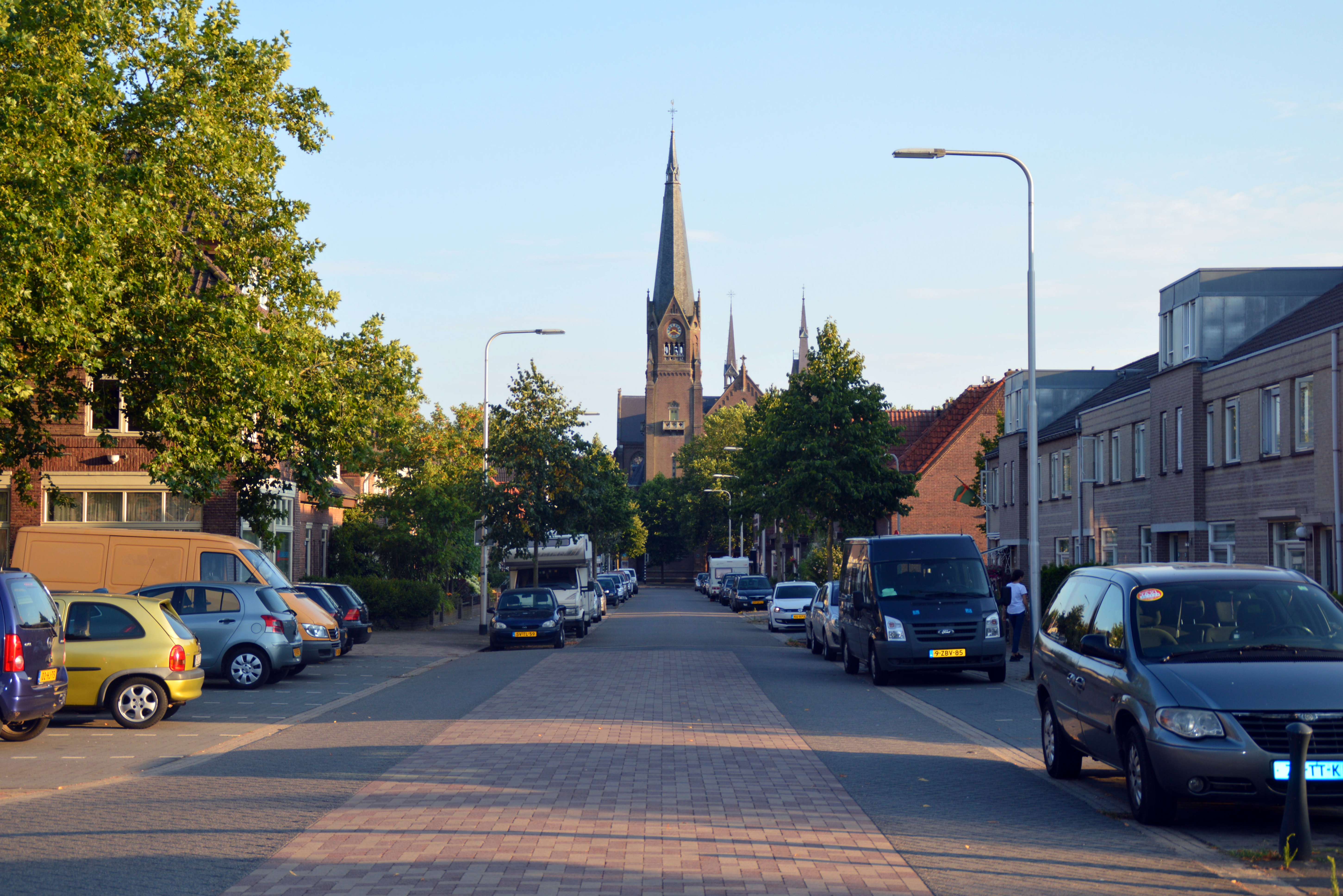
De Willemsweg met zicht op de Groenestraatkerk
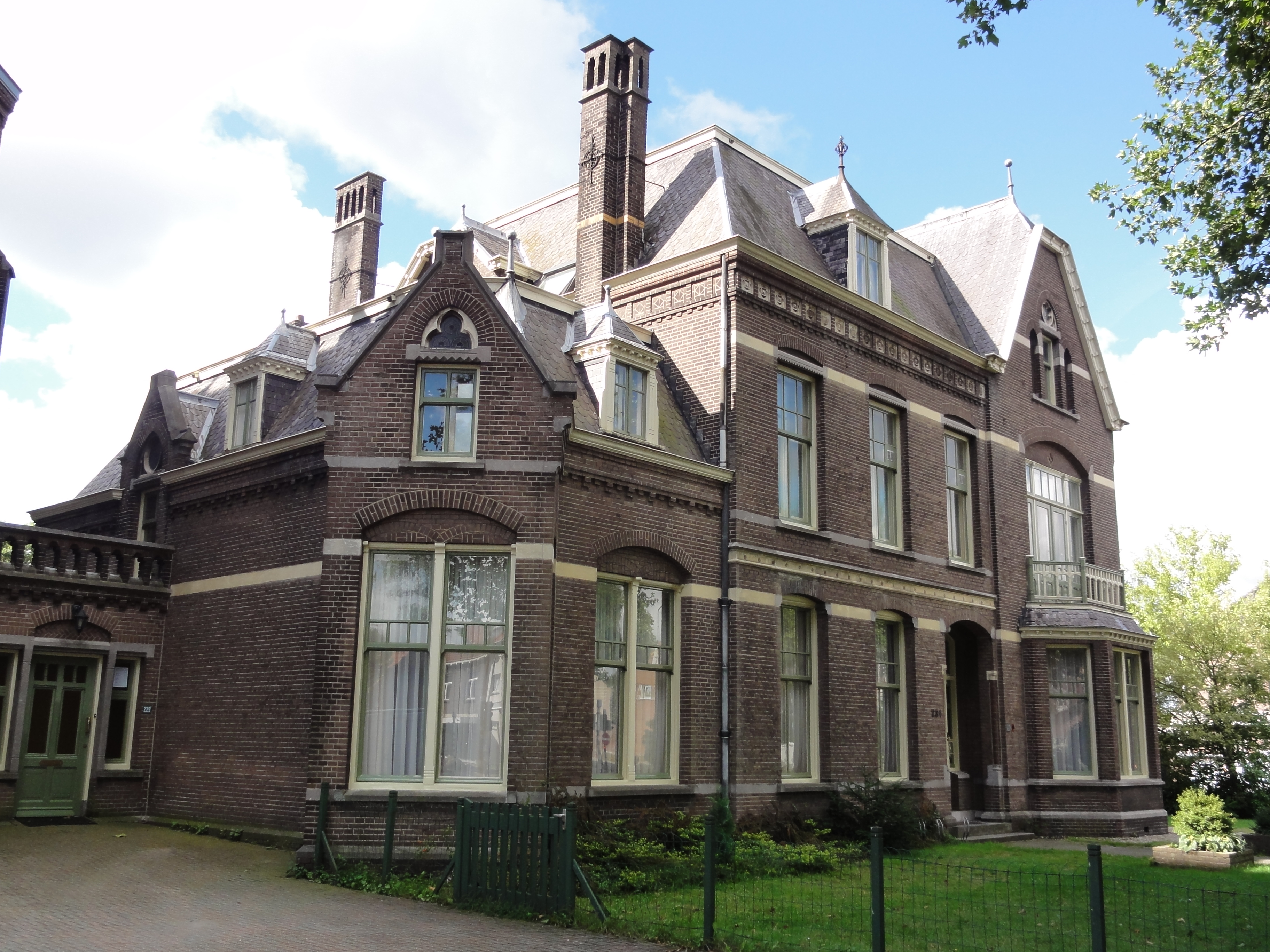
Pastorie
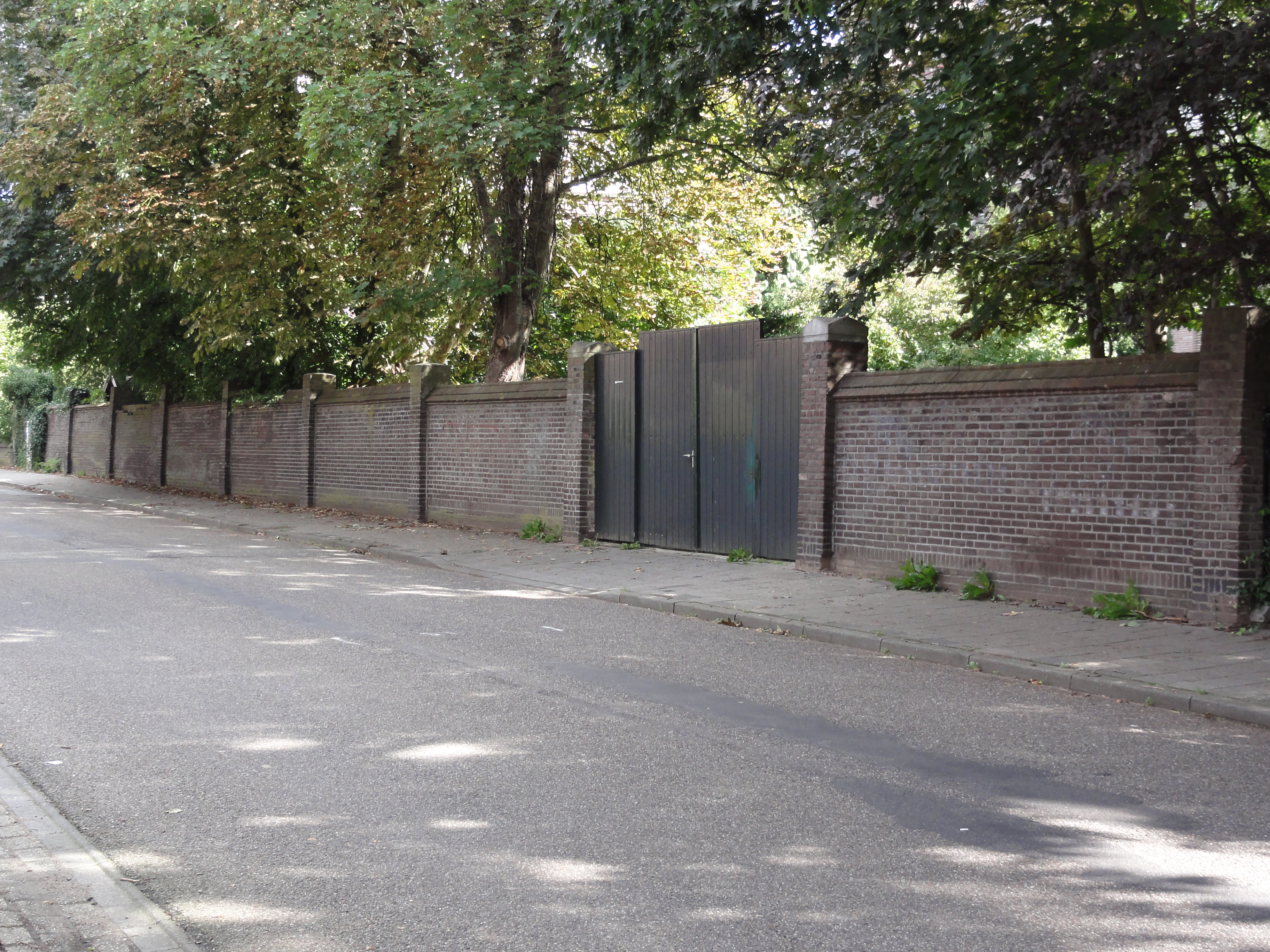
Tuinmuur